# Rio Cheia (Dâmboviţa)

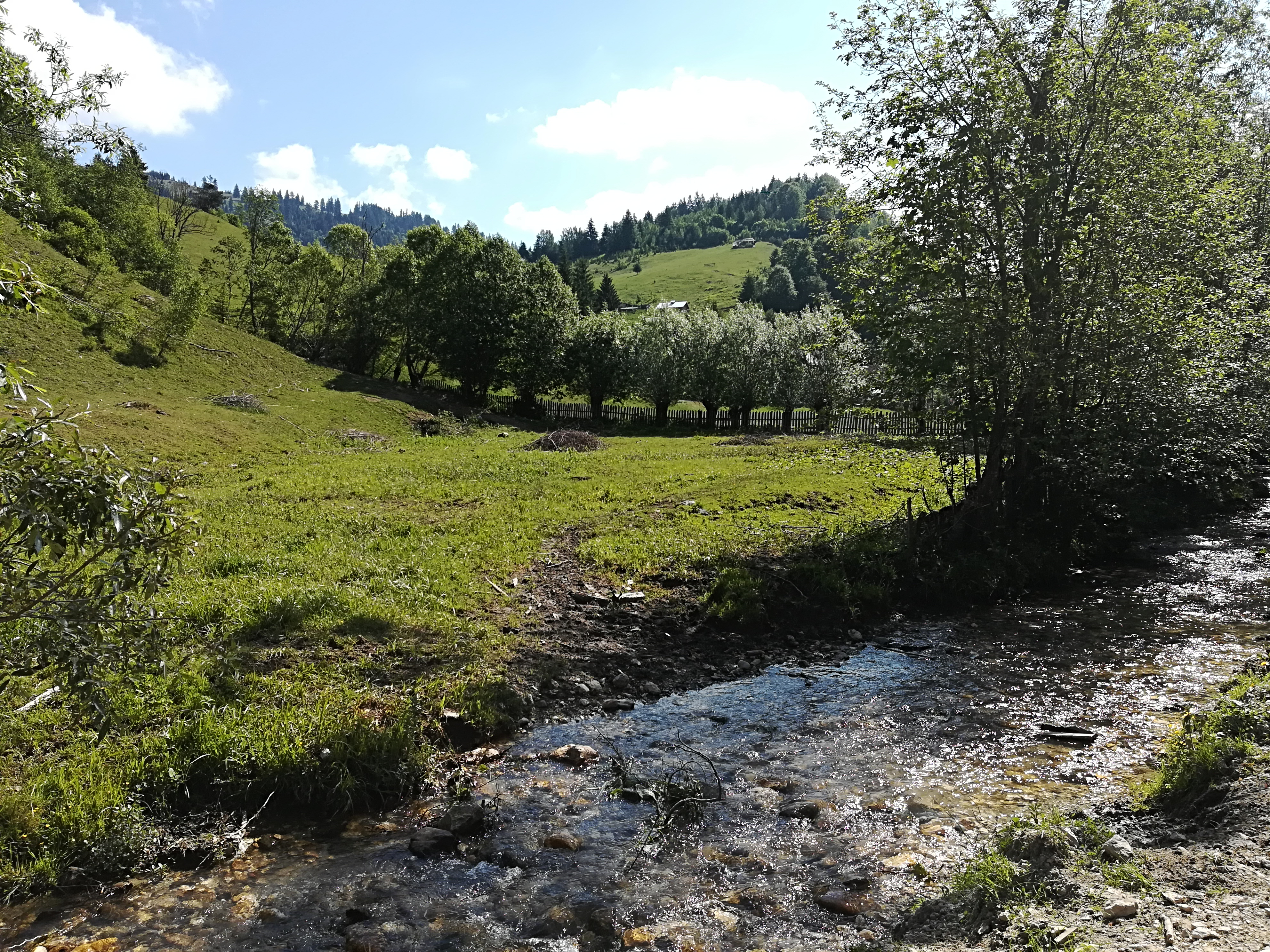
Rio Cheia

O Rio Cheia é um rio da Romênia, afluente do Dâmboviţa, localizado no distrito de Argeş.